# 자디드
자디드(Jadid)는 19세기 말에서 20세기 초 사이에 러시아 제국 내에서 일어난 이슬람 근대주의 개혁가이다. 그들은 보통 튀르크어 용어인 타라키파르발라르(진보주의자), 지얄라일라르(지식인), 또는 단순히 예슬래르/요슬라르(젊음)로 자신들을 지칭했다. 자디드 운동은 원시 이슬람교의 가르침의 부활을 통한 이슬람 사회와 문화 개혁을 지지했다. 자디드는 러시아 제국의 튀르크족들이 새로운 종류의 지식과 현대주의, 유럽식 문화 개혁에 의해서만 바로잡을 수 있는 부패의 시기에 들어섰다고 주장했다.
전신, 인쇄기, 우편 시스템, 철도 등 통신과 교통의 현대 기술은 물론, 정기간행물, 잡지, 신문 등을 통한 종교문학의 보급에도 큰 역할을 했다. 비록 운동 내에서 상당한 이념적 차이가 있었지만, 자디드는 그들의 메시지를 홍보하고 제국의 막타브에서 가르치는 "새로운 방법"을 옹호하는 데 인쇄 매체를 널리 사용한 것이 특징이며, 여기서 자디즘이라는 용어가 파생되었다. 그들의 우술이 자디드 교육 체계에 따라, 자디드는 중앙아시아 전역의 모든 무슬림들에게 표준화된, 규율된 교육과정을 가르치는 학교들의 진취적인 기관을 설립하였다. 새로운 커리큘럼은 종교 교육과 물질 과학으로 구성되어 있으며, 이는 현대 과제를 해결하는 데 지역사회에 도움이 될 것이다.
교육 개혁을 위한 노력의 주도적인 인물은 이스마일 가스프린스키였다. 마흐무드 코자 베부디(유명한 연극 《파트리시드》의 작가이자 투르키스탄 최초의 자디드 학교 중 한 곳의 설립자)와 같은 지식인들은 가스피랄리의 사상을 중앙아시아로 가져갔다. 반식민지 담론은 자디드 운동의 주요 양상을 이루었다. 가스프린스키와 같은 지도자들은 반러시아 행동주의를 장려했다. 제1차 세계 대전에서 오스만 제국이 패배한 후, 자디드는 영국과 다른 서유럽 제국과 같은 연합국의 식민지 열강에 대한 반식민지 비판을 확대했다. 자디드 회원들은 소련의 붕괴 이후 우즈베키스탄에서 인정받고 명예를 얻었다.

## 울라마와의 관계
자디드 사상은 종종 명백히 반 성직자적인 감정을 가지고 있었다. 울라마의 많은 구성원들은 자디드의 프로그램과 이데올로기를 비이슬람적이고 이단적인 혁신이라고 비난하며 반대했다. 많은 자디드는 이러한 "카디미스트"(구식 지지자)를 현대 개혁의 억제자일 뿐만 아니라 쿠란과 순나가 지시한 이슬람 이데올로기가 아니라 오히려 "진정한" 이슬람에 불리하고 사회에 해로운 지역 전통에 권위가 있는 부패하고 이기적인 엘리트들로 보았다. 가스프린스키는 카이로 출판물 알 나흐다에서 물라와 셰이크를 여성들이 사회적 평등자로서 정당한 자리를 차지하는 것을 막고 평신도 튀르크족들의 호의와 신뢰를 착취하는 탐욕스럽고 탐욕스러운 인물로 묘사하는 만화를 출판했다.
분명히 하자면, 자디드는 울라마를 계급으로서 튀르크족 공동체의 계몽과 보존을 위해 필요하다고 주장했지만, 동시에 개혁의 비전을 공유하지 않는 울라마를 이슬람에 대한 진정한 지식을 알지 못한다고 선언했다. 필연적으로, 그들의 모더니즘 프로젝트에 반대하는 사람들은 동료 튀르크족들을 고양시키려는 욕망보다는 사리사욕에 의해 동기부여되었다고 비난 받았다. 수피 신비주의자들은 훨씬 더 가혹한 기소를 받았다. 자디드는 울라마와 수피파를 이슬람 교주의 기둥이 아니라 현대화와 정통 전통 모두에 적대적인 이슬람의 대중적 형태의 지지자로 보았다. 중앙아시아의 자디드는 그들의 지도자들이 사회의 도덕적 부패(알코올 중독, 소아마비, 일부다처제, 성차별의 만연에서 볼 수 있듯이)를 용인하는 동시에 엘리트로서의 그들의 권위를 강화하기 위해 러시아 관리들과 협력하고 있다고 비난했다.
이러한 반 성직자주의에도 불구하고, 자디드는 종종 카디미스트와 많은 공통점을 가지고 있었다. 그들 중 다수는 전통적인 막타브와 마드라사에서 교육을 받았고, 특권층 가정에서 왔다. 역사가 아뎁 칼리드가 주장하듯이, 자디드와 카디미스트 울라마는 중앙아시아 문화에 어떤 가치를 투영해야 하는지에 대해 본질적으로 논쟁을 벌였다. 자디드와 카디미스트들은 모두 그들 자신의 문화적 가치를 주장하려고 노력했는데, 한 집단은 현대 사회 조직과 미디어와의 관계에서 전략적 힘을 얻었고, 다른 집단은 이미 권위를 차지하고 있던 기존 삶의 방식의 옹호자로서의 위치에서 힘을 얻었다.

## 같이 보기
- 소비에트 중앙아시아
- 소련
- 이슬람교
- 우즈베크인
- 우즈베키스탄